# Michel Wachenheim
Michel Wachenheim (* 16. Januar 1951 in Saint-Maur-des-Fossés) ist ein französischer Botschafter und ständiger Vertreter Frankreichs bei der Internationalen Zivilluftfahrtorganisation (ICAO).

## Leben
Michel Wachenheim absolvierte die École polytechnique (Abschluss 1972) und die École nationale de l’aviation civile (Abschluss 1975) und begann seine Karriere 1977 in der Flugverkehrsabteilung. 2007 wurde er Stabschef des Verkehrsministeriums Dominique Bussereau. Am 1. September 2009 wurde er französischer Botschafter und ständiger Vertreter Frankreichs bei der Internationalen Zivilluftfahrtorganisation.
Michel Wachenheim ist verheiratet, hat drei Kinder und ist Officier de la Légion d’honneur. Die Förderung des Institut de formation universitaire et de recherche du transport aérien (Forschungs- und Ausbildungsinstitut für Luftverkehr) von 2009 bis 2010 trägt seinen Namen.